# Rojo, el color del talento
Rojo, el color del talento fue un programa de talentos chileno, continuación del programa Rojo fama contrafama, transmitido originalmente por Televisión Nacional de Chile entre 2002 y 2008. Fue transmitido desde el 14 de mayo de 2018, y conducido por el actor Álvaro Escobar. Cuenta con la narración de Jaime Davagnino y un panel de jurados compuesto por grandes figuras del espectáculo. 
El programa también realiza videos en vivo en la página de Facebook de TVN, con entrevistas en backstage conducidas, desde la tercera temporada, por la ex participante del programa Piamaría Silva, mientras que en la primera y segunda temporada el rol lo desempeñó la actriz Constanza Piccoli. Por un período de la primera temporada, el programa sumó un día más de emisión: los días domingo, con una sección llamada Experiencia Rojo, lo que no viste, que cuenta con contenido exclusivo y mostrando lo que sucede detrás de cámaras, y que cuenta con la conducción de los coaches.
El programa consiste en una competencia entre 12 bailarines y 12 cantantes, los cuales, día a día se presentan en el programa, para posteriormente ser evaluados por un jurado y por el público, y semanalmente ir siendo eliminados, hasta llegar a una final, con los cuatro mejores de cada especialidad, los cuales definían su lugar en una noche, conocida como La gala.
En este programa, se añade un nuevo formato de evaluación: el público es un jurado más que puede poner nota a la presentación de cada participante a través de la página oficial de TVN , esto último hasta la 4ta temporada donde se quita esta posibilidad.
En diciembre de 2019 comenzaron con el llamado a "Casting Digital" para Rojo 2020, en la que sería la quinta temporada, cuyos casting presenciales se llevaron a cabo durante enero y febrero de 2020. El día 31 de marzo, TVN anuncia la suspensión indefinida del programa por una crisis financiera del canal y la emergencia sanitaria debido al COVID-19, junto a eso el despido masivo del equipo realizador.
El programa, al igual que su predecesor se destacaba por los  roces con el jurado, acusaciones de favoritismo y supuestas estrategias entre los participantes. Estas peleas formaban parte del atractivo del programa.